# Louis-François Paulin
Louis-François Paulin (1711 - 19 janvier 1770,) est un comédien français, Sociétaire de la Comédie-Française de 1742 jusqu'à sa mort.

## Théâtre

### Carrière à la Comédie-Française
Entrée en 1741
Nommé 123e sociétaire en 1742
- 1743 : Mérope de Voltaire : Polifonte
- 1752 : Les Héraclides de Jean-François Marmontel : Coprée[4]
- 1760 : Le Festin de pierre de Thomas Corneille d'après Molière : Pierrot[5]
- 1760 : Le Café ou l'Écossaise de Voltaire : Un interlocuteur
- 1765 : Le Tuteur dupé de Jean-François Cailhava de L'Estandoux : Grégoire
- 1765 : Andromaque de Jean Racine : Phoenix
- 1765 : Le Médecin malgré lui de Molière : Lucas
- 1766 : Nanine de Voltaire : Blaise
- 1766 : Brutus de Voltaire : Messala
- 1766 : Les Plaideurs de Jean Racine : Petit-Jean
- 1766 : George Dandin de Molière : Lubin
- 1766 : Iphigénie de Jean Racine : Ulysse
- 1766 : Sémiramis de Voltaire : L'Ombre
- 1766 : Héraclius de Pierre Corneille : Exupère
- 1766 : Rodogune de Pierre Corneille : Oronte
- 1766 : Horace de Pierre Corneille : Tulle
- 1766 : La Coupe enchantée de Jean de La Fontaine et Champmeslé : Thibaud
- 1767 : Le Cid de Pierre Corneille : Don Fernand
- 1767 : Démocrite amoureux de Jean-François Regnard : Thaler
- 1767 : Inès de Castro d'Antoine Houdar de La Motte : Don Henrique
- 1767 : Les Scythes de Voltaire : Le scythe
- 1767 : Athalie de Jean Racine : Asarias
- 1767 : Monsieur de Pourceaugnac de Molière : Un suisse
- 1768 : Amélise de Jean-François Ducis : Un prêtre
- 1768 : Les Valets maîtres de Marc-Antoine-Jacques Rochon de Chabannes : Le clerc d'huissier travesti en notaire
- 1768 : Le Légataire universel de Jean-François Regnard : Gaspard
- 1769 : Julie ou le Bon père de Dominique-Vivant Denon : Clément
- 1769 : Iphigénie de Jean Racine : Chalcas